# Як-130
Як-130 (за кодифікацією НАТО: Mitten) — навчально-бойовий літак, розроблений ДКБ імені Яковлєва спільно з італійською компанією Alenia Aermacchi та за підтримки «Мотор Січ» (Україна) для заміни у Військово-повітряних силах Росії навчально-тренувальних літаків Л-39.
Головний конструктор — Наришкін Віталій Юрійович. Спільна розробка з Aermacchi через розбіжності була припинена, і кожна з компаній продовжила реалізовувати свою концепцію самостійно. Як-130 — перший повністю новий (а не модернізований варіант існуючої моделі) літак, побудований в Росії після розпаду СРСР. Як-130 переміг МіГ-АТ в тендері на поставку ВПС Росії. З 2012 року планується випуск понад 100 таких машин.

## Історія
Конкурс на створення нового НБЛ був оголошений наприкінці 1980-х років. Нова машина мала стати універсальним літаком для підготовки льотчиків, починаючи від початкового льотного навчання і закінчуючи особливостями бойового застосування, а також для підтримки льотних навичок у стройових частинах.
ВПС вибрали два проекти — Як-130 і МіГ-АТ. Для розробки нового літака були потрібні великі кошти, яких не мали ні розробники, ні Міністерство оборони Росії, тому літаки проектувалися спільно з іноземними фірмами — Як-130 з італійською Aermacchi, а МіГ-АТ — з французькими компаніями. Через розбіжності з італійським партнером спільна розробка Як-130 на завершальному етапі припинилася. Компанія Aermacchi отримала всю конструкторську і технічну документацію на планер літака, після чого випустила власний навчально-тренувальний літак — Aermacchi M-346.
Перший політ дослідний зразок Як-130 здійснив 25 квітня 1996 р. під управлінням льотчика-випробувальника Андрія Синіцина.
У лютому 2005 року на Як-130 здійснив політ чинний на той момент головнокомандувач ВПС Росії Володимир Михайлов.
У грудні 2009 завершені ГСВ.

## Завдання
У задачі літака входить навчання курсантів льотних училищ: зліт-посадка, пілотування, навігація, виконання складних маневрів, отримання навичок дій на граничних режимах польоту, дій при відмовах АТ і помилках льотчика, виконання польотів в замкнених бойових порядках вдень і в умовах візуальної видимості, освоєння систем озброєння та відпрацювання основ бойового застосування при діях по наземним і повітряним цілям, навчання навичкам виконання наступальних і оборонних маневрів, характерних для літаків 4 і 5 поколінь.

## Особливості
Літак обладнаний цифровою комплексною системою управління КСУ-130 (розроблена в МІЕА), що виконує функції системи автоматичного управління та активної системи безпеки польоту і дозволяє, в навчальних цілях, репрограмувати характеристики стійкості і керованості в залежності від типу імітованого літака. Дозволяє готувати пілотів на літаки 4 і 5 поколінь (Су-30, МіГ-29, F-16 і F-15, Rafale і Eurofighter Typhoon, F-22, F-35, ПАК ФА). Літак має електронну індикацію, побудовану на трьох рідкокристалічних БФЦІ (багатофункціональних цифрових індикаторах) розміром 15×20 см без електромеханічних приладів.

## Виробництво
Серійне виробництво Як-130 планувалося розгорнути на двох заводах — в Нижньому Новгороді і Іркутську. На нижньогородському заводі «Сокіл» виробництво почалося наприкінці 2008 року (поставки для ВПС Росії за замовленням Міністерства оборони), літак також буде будуватись на Іркутському авіаційному заводі (для експортних поставок).
4 червня 2008 р. президент корпорації «Іркут» Олег Демченко повідомив журналістам про те, що Іркутський авіаційний завод приступає до виконання замовлення на виробництво для ВПС Росії 62 навчально-бойових винищувачів Як-130. За його словами, «є велике замовлення на Як-130, воно підписано і бюджет затверджений Міноборони, 62 літаки будуть будуватись на Іркутському заводі». Планується, що перший Як-130 буде проведений вже до кінця 2008 року, а поставки для ВПС Росії почнуться в 2009 році.
19 травня 2009 р. зробив перший політ серійний Як-130, з числа замовлених для ВПС Росії.
За повідомленням Управління прес-служби і інформації Міноборони РФ з Військово-повітряним силам, головнокомандувач ВПС Росії генерал-полковник Олександр Зелін підписав «Акт про завершення державних спільних випробувань навчально-бойового літака Як-130».
23 вересня 2011 р. газета «Коммерсант» повідомила, посилаючись на анонімне «джерело в авіапромисловому комплексі», що тендер на поставку Як-130 для Міноборони був визнаний недійсним.
16 листопада 2011 р. Міністерство оборони Російської Федерації і корпорація «Іркут» підписали контракт на поставку навчально-бойових літаків Як-130. Згідно з документом, до 2015 року ВПС Росії отримають 55 нових машин, які мають забезпечити першочергові потреби в підготовці військових льотчиків.
В кінці січня 2012 р. Міноборони повідомило, що планується збільшити замовлення Як-130 на десять одиниць.

## Перспективи
Потреба ВПС Росії в подібних літаках оцінюється в 250 одиниць, а потреба світового ринку — 2500 одиниць. Як-130 позиціонується, як навчально-тренувальний комплекс для освоєння винищувачів Су-30МК при експортних поставках.
У перспективі, дані літаки повинні повністю замінити застарілий парк літаків чехословацького виробництва L-39, за приблизною оцінкою це має відбутися протягом 10-13 років, і стати основною навчально-бойовою одиницею російських ВПС.
Багато з експлуатованих в Росії L-39 давно відлітали свій ресурс. Саме тому ще наприкінці 1980-х в СРСР було оголошено тендер на розробку навчально-тренувального літака. Серійне виробництво L-39 завершено в 1999 році, а L-159, сучасну версію літака, Міністерство оборони Російської Федерації не замовляло.

## Технічні характеристики
Джерело: ОКБ Яковлєва
Основні характеристики
- Екіпаж: 1 або 2 людини
- Довжина: 11.49 м
- Висота: 4.76 м
- Розмах крила: 9.84 м

- Нормальна злітна маса: 7230 кг
- Максимальна злітна маса: 10 290 кг[17]
- Силова установка:  ×
- Тяга:  × 2500 кгс[18]

Льотні характеристики
- Максимально допустима швидкість: 1060 км/год
- Максимальна швидкість: 1050 км/год
- Крейсерська швидкість: 887 км/год
- Практична дальність: 2000 км (за умови повної внутрішньої заправки)
- Довжина розгону: 400 м
- Довжина пробігу: 650 м

Озброєння
- Стрілецько-гарматне: гарматні контейнери УПК-23-250 з гарматами калібру 23 мм та боєкомплектом 250 снарядів в кожному — 2-4 шт.
- Точки підвіски: 8
- Бойове навантаження: 3000 кг
- Керовані ракети: 2 керовані авіаційні ракети Х-31
- Бомби: керовані та звичайні бомби

- Ресурс літака: 10 000 годин

## Аварії та катастрофи
Станом на 2024 рік відомо про щонайменше сім втрачених бортів Як-130:
- 26 червня 2006 року Як-130 розбився в Рязанській області. Обидва льотчики успішно катапультувалися, ніхто не постраждав[19].
- 29 травня 2010 року, о 16:59, розбився Як-130 (бортовий номер 93) Липецького центру бойової підготовки і перенавчання особового складу. Аварія літака сталася під час виконання планового завдання при зльоті. Екіпаж у складі двох пілотів катапультувався, їх стан задовільний, на землі жертв і руйнувань немає[20]
- 15 квітня 2014 року, о 17:46, розбився поряд з Ахтубінськом Астраханської області Як-130 пілотований двома пілотами, один з них загинув[21].
- 16 вересня 2017 року розбився у Волгоградській області. Обидва льотчики успішно катапультувалися, ніхто не постраждав. Попередня причина катастрофи — аварійна відмова систем двигуна.
- 19 травня 2021 року під час навчально-тренувального польоту на зльоті виникли технічні несправності, пілотам вдалось відвести літак від житлових будинків, й він впав між будинків у Барановичах. Обидва пілоти катапультувалися, але загинули[22].
- 11 жовтня 2024 року, за 40 км від міста Еліста у Волгоградській області (РФ), впав військовий літак Як-130. Пілот встиг катапультуватися, але зазнав травм[23].
- 6 листопада 2024 року у В’єтнамі розбився навчально-бойовий літак Як-130 російського виробництва

## Оператори
- Алжир — 16 Як-130, станом на 2012 рік[24].
- Білорусь — 3 станом на 2021 рік[25][26], у травні 2021 року один з них зазнав катастрофи.[22]
- Бангладеш — 16 літаків будуть отримані до кінця 2015 року. У жовтні 2015 надійшла перша партія в 6 літаків.[27]
- В'єтнам у 2019 році підписав контракт на постачання 12 літаків на суму понад 350 мільйонів доларів. Перші 6 літаків доставлені у листопаді 2021 року.[28]
- Іран — Станом на початок вересня 2023 р. вже надійшла перша партія кількох літаків з РФ.[29]
- Лаос
- М'янма[30]
- Росія — за контрактом від 7 грудня 2011 замовлено 55 Як-130 з постачанням до 2015 року[15][16]. В листопаді 2011 року Олександр Зелін, головком ВПС Росії, заявив про плани придбання 65 Як-130 на суму 30 млрд рублів до 2017 року[31]. Літаки будують на Іркутському авіаційному заводі[15]. Станом на 2013 рік у наявності було 29 Як-130: 
  - 2010—2011 роках у ВПС Росії поставлено 12 Як-130, 1 літак зазнав катастрофи
  - в 2012 році поставлено 15 одиниць[31][32][33][34]
  - в 2013 році ще три
- Сирія — замовлено 36 Як-130 на загальну суму $ 550 млн, за станом на лютий 2012[35].

## У модельному спорті
На основі Як-130 ентузіастами зроблена радіокерована модель в масштабі 1:4, яка на чемпіонаті світу з авіамоделювання «Jet World Masters 2011», що проходив у Національному музеї Військово-повітряних сил США, отримала перехідний кубок та звання Чемпіона Світу на найближчі два роки.